# Nature Boy
A Nature Boy egy dal, melynek eredeti előadója Nat King Cole amerikai dzsesszénekes volt. 1948. március 29-én jelent meg kislemezként a Capitol Records kiadó gondozásában, majd később felkerült a The Nat King Cole Story című albumra is. A dalt eden ahbez írta, amivel Bill Pester előtt kívánt tisztelegni. Ő volt, aki először megismertette vele az általa követett Naturmensch és Lebensreform életfilozófiákat.
A Nature Boy a Zenészek Amerikai Szövetsége (AFM) 1948-as  lemezfelvételi tilalma alatt jelent meg. Első helyezést ért el a Billboard slágerlistáján, továbbá több mint egymillió példányban kelt el, mely segített megalapozni Cole sikeres szólókarrierjét illetve megismertetni magát a fehér zenei piaccal. Herman Yablokoff jiddis zeneszerző pert indított ahbezzel szemben, amiért véleménye szerint a Nature Boy-jal plagizálta Shvayg mayn harts (שװײג מײן האַרץ, "Be Still My Heart") című dalát. Végül ahbeznek és Yablokoffnak peren kívül sikerült megállapodniuk. 1999-ben a dal Grammy Hall of Fame elismerést kapott.
Cole sikerét követően a konkurens kiadók saját feldolgozásaikat adták ki a Nature Boy-ból előadóikkal, köztük Frank Sinatra és Sarah Vaughan is sikerre vitték a dalt. Mára egy pop és dzsessz sztenderddé vált, és számos előadó újragondolta az évtizedek során, köztük Tony Bennett és Lady Gaga is, akik a 2014-es Cheek to Cheek című közös albumukra vettek fel a dalból egy változatot. A Nature Boy rendszeresen felcsendül filmekben is, amelyek közül a legjelentősebbek A zöld hajú fiú, A tehetséges Mr. Ripley és a 2001-es Moulin Rouge! című musical, amihez David Bowie készített egy változatot a dalból.

## Háttér és dalszöveg
1941-ben az akkor 33 esztendős George McGrew Los Angelesbe költözött, és zongoristaként kezdett dolgozni a Eutropheon nevű egészséges ételeket árusító kisboltba és nyers ételeket kínáló étterembe a Laurel Canyon Boulevardon. A helyet John és Vera Vera Richtet nyitották, akik a Naturmensch (természet embere) és Lebensreform (életreform) filozófiákat követték, amelyekre a németországi Wandervogel-mozgalom volt nagy hatással. Az életmódok követőit Nature Boys-nak ("természet fiúknak") nevezték, hosszú hajat és szakállat viseltek, illetve csak nyers gyümölcsöket és zöldségeket fogyasztottak. McGrew is követni kezdte ezeket az életfilozófiákat, nevét pedig eden ahbezre változtatta, nevét végig kis betűvel írva. Ott, egy Palm Springshez közeli barlangban élve írta meg ahbez a Nature Boy dalszövegét. A dalt részben saját élete inspirálta, és egyben tisztelgés mentora, Bill Pester előtt, aki először mesélt neki a Naturmensch-ről és Lebensreformról.
1947-ben ahbez felkereste Nat King Cole menedzserét a Los Angeles-i Lincoln Theaterben, és átadta neki a Nature Boy gyűrött kéziratát, és arra kérte, hogy mutassa meg Cole-nak. Kérése azonban süket fülekre talált, a csalódott ahbez pedig a Nature Boy kottáját Cole inasának, Otis Pollardnak adta. Cole később tőle ismerte meg a dalt, és azonnal megtetszett neki. Ezt követően Cole koncerteken is elkezdte előadni, a közönség pedig rendkívül pozitívan fogadta. Irving Berlin, aki jelen volt az egyik fellépésén,  felajánlotta Cole-nak, hogy megvenné tőle a dalt, de az énekes úgy döntött, hogy saját maga szeretné felvenni, és kiadni kislemezként. Ehhez azonban szüksége volt ahbez engedélyére, de nem tudta felkeresni, ugyanis a férfi anélkül távozott, hogy bármilyen elérhetőséget megadott volna magáról. Később aztán kiderült, hogy ahbez a Hollywood-felirat alatt él, és sikerült tőle megszerezni az engedélyt a dal kiadására. 1947. augusztus 22-én rögzítették a dalt zenekari kísérettel, melyet a Capitol Records-nál dolgozó Frank De Vol vezetett. A szám hangszerelésére vonósokat és furulyát választott, hogy ezzel adja át a Nature Boy „varázslatos” hangulatát.
A dalszöveg az 1940-es évekbeli Los Angeles-i hippi emberek közösségére, az úgynevezett Nature Boys-ra utal, akiknek ahbez is tagja volt. Chris Tyle dzsesszzenész szerint szövegben ahbez önmagáról írt, olyan sorokkal mint „There was a boy, A very strange, enchanted boy, They say he wandered very far, Very far, over land and sea” (Volt egy fiú, egy különös, elvarázsolt fiú, Azt mondják nagyon messzire vándorolt, nagyon messzire, át földön és tengeren). Azt gondolta azonban, hogy a dal legszívbemarkolóbb része az utolsó mondata: „The greatest thing you'll ever learn, Is just to love and be loved in return” (A legfontosabb dolog, amit valaha megtapasztalsz az szeretni, és szeretve lenni viszont). Az elemzők több értelmezést is bemutattak a sorral kapcsolatban, voltak akik szerint a szóban forgó természet fiú egy gyermek, aki a szerelemről és párkapcsolatról ad tanácsot, míg mások szerint az elbeszélő egy felnőtt hippi, aki az utazásáról és belső érzéseiről beszél. Jeffery P. Dennis író szerint a dal egy meleg romantikus témát dolgoz fel, a címbeli természet fiú pedig meglátogatja Cole-t egy „varázslatos napon”. Raymond Knapp zenetudós szerint a dal egy „rejtélyekkel teli csavargó dala”, a szöveg pedig egy nagy veszteség érzéséről és boldogtalanságról szól, az utolsó sorban pedig egy univerzális igazságot mond ki a szerző, amely Knapp szerint „megsemmisíthetetlen” és „sikerült valahogy megmentenie az élet veszélyekkel teli utazásából”.

## Megjelenés és fogadtatás

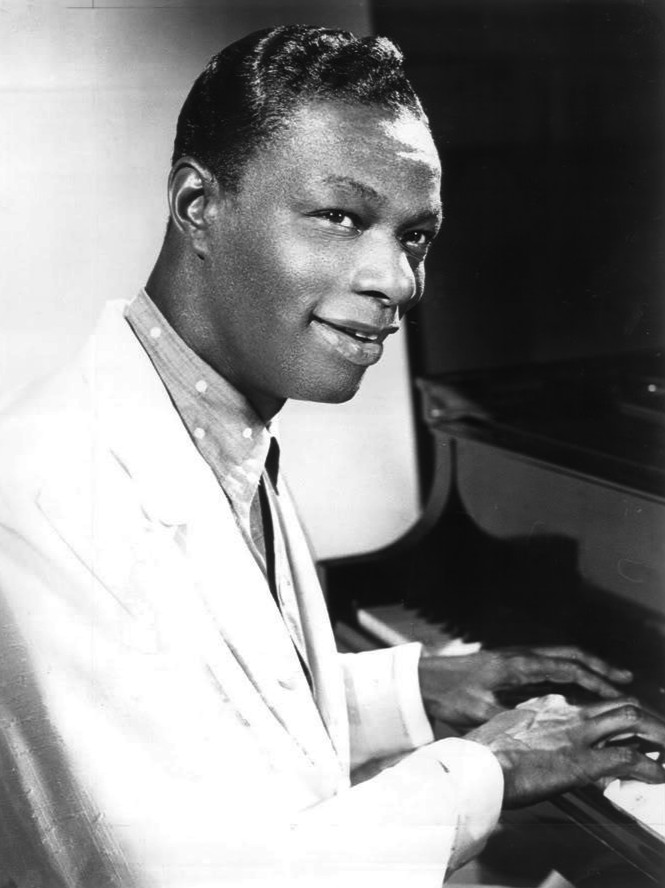
Nat King Cole a Nature Boy segítségével tovább növelte népszerűségét, és sikerült elérnie vele a fehér közönséget is

1948-ban a Zenészek Amerikai Szövetsége (AFM) és a szervezet elnöke, James Petrillio második alkalommal is bojkottot szervezett a lemezcégek ellen, mivel igazságtalannak tartották a jogdíjfizetési rendszerüket. A sztrájk során a profitszerzés fenntartása érdekében a Capitol Records több kislemezt is kiadott, köztük a Nature Boy-t is 1948. március 29-én 15054-es katalógusszámmal. A kiadvány 1948. április 16-án debütált a Billboard slágerlistáján, ahol 15 héten keresztül szerepelt, majd végül sikerült megszereznie az első helyezést. A Nature Boy-ból több mint egymillió példányt adtak el 1948-ban, a Billboard pedig az év legjobb felvételének választotta..
Az 1940-es években az amerikai zenei piac megosztott volt rasszok szerint, egy színesbőrű előadó számára pedig nehéz volt bekerülnie a mainstream popzenébe. Krin Gabbard a Jammin' at the Margins: Jazz and the American Cinema könyvében arról írt, hogy Cole-nak fehér sminket kellett viselnie a dal fellépésének felvétele során. Habár már az 1930-as években is elismert volt szűkebb körben a King Cole Trio elnevezésű dzsessztrió vezetőjeként, a Nature Boy volt az, amivel sikerült széleskörben, a fehér közönség előtt is megismertetnie magát.
Cole a dal sikerét követően feloszlatta trióját, hogy szóló karrierbe kezdjen. A Nature Boy-t egyik kedvenc felvételének nevezte. Jogdíjakból ahbez körül-belül 20 000 dolláros bevételre tett szert (2021-ben 225 568 dollárral lenne egyenértékű). A Billboard egyik cikkében azonban arról számoltak be, hogy ahbez a jogdíjakból befolyt összeg csupán 50%-át tartotta meg, a többit pedig szétosztotta azok között, akik segítettek abban, hogy a dal rivaldafénybe kerülhetett. Megközelítőleg 25%-ot Mrs. Loraine Tatum kapott meg, aki segített neki a dalszövegben, a maradékot pedig Pollardnak adta, amiért Cole figyelmébe ajánlotta a dalt.
A Nature Boy elsöprően pozitív visszajelzéseket kapott a kortárs kritikusoktól és zenei szakértőktől. Ted Gioia The Jazz Standards: A Guide to the Repertoire című könyvében arról írt, hogy a hippi kultúra népszerűsítése mellett ahbeznek és Cole-nak sikerült egy új korszakot bevezetni a fekete előadók számára a fehér populáris zenében. Stephen Cook az AllMusic-tól azt írta, hogy a dal Cole-t „a háború utáni évek egyik leghíresebb és a legkedveltebb popénekes sztárjává tette.” A Billboard egyik cikkében arról lehetett olvasni, hogy a Nature Boy olyan népszerűségnek örvendett, hogy sokan a színházak közönségének tagjai közül csak addig maradtak, míg Cole elő nem adta a dalt, majd utána távoztak is. 1999-ben a dal Grammy Hall of Fame elismerést kapott. Ez egy 1973-ban alapított különleges Grammy-díj, melyet olyan daloknak ítélnek oda, amelyek legalább 25 évesek, illetve maradandó minőséget képviselnek vagy zenetörténeti jelentőségűek..
Herman Yablokoff jiddis szerző életrajzi könyvében, a Memoirs of the Yiddish Stage-ben azt állította, hogy a Nature Boy plagizálta a "Shvayg mayn harts" ("Hush My Heart") dalának dallamát, melyet az 1935-ös Papirosn című darabhoz írt. Amikor 1951-ben plágiumpert indított, ahbez először ártatlannak nevezte magát, majd telefonon kereste fel Yablokoffot, hogy elmagyarázza neki, miszerint „a dallamot úgy hallotta, mintha angyalok énekelték volna a kaliforniai hegyekben”. A könyv szerint 10 000 dollárt ajánlott fel neki a per visszavonására. „Azt mondtam neki, hogy a pénz nem fontos, de azt akartam, hogy ismerje be, hogy a dal geganvet [lopott]; és ha angyalokat hallott, akkor biztosan vettek egy példányt a dalomból”, olvasható a kiadványban. Végül ahbez ügyvédjei 25 000 dollárt (2021-ben 260 994 dollárral lenne egyenértékű) ajánlottak fel neki, amivel sikerült peren kívül megállapodniuk.

## Egyéb változatok
A Nature Boy sikerét követően számos feldolgozást készítettek a dalból. Az AFM tilalma miatt azonban a többi lemezkiadó nem adhatott ki teljes, vonósokkal ellátott verziókat, csak a cappella számokat. Cole eredeti változatát követően Dick Haymes feldolgozta a Nature Boy-t, mely a Decca Records-nál jelent meg 24439-es katalógusszámmal. A felvétel 1948. június 4-én debütált a Billboard slágerlistáján, legjobb helyezése pedig a 11. volt.
Frank Sinatra is felvett zenészek nélkül egy változatot, amely az egyetlen kiadványa volt a tilalom alatt. Sinatra verziójában az eredetiből ismert vonósok hangját egy Jeff Alexander vezette kórus hangjával helyettesítette, amely Will Friedwald szerző leírása szerint olyanná tette a dalt, mint egy gregorián ének. Ez a felvétel a Columbia Records-nál jelent meg 38210-es katalógusszámmal. 1948. május 28-án debütált a Billboard listáján, legelőkelőbb pozíciója pedig a hetedik volt. Sinatra később előadta a dalt a Your Hit Parade című rádiós műsorban kórussal és zenekarral kiegészülve. Az RCA Records Perry Como és Bing Crosby énekesekkel is tervezett kiadni feldolgozásokat a dalból, végül ez azonban a tilalom miatt nem valósult meg. A Musicraft Records 1948. április 8-án jelentette meg Sarah Vaughan a capella változatát a dalból. Megjelenése napján 20 000 példányt adtak el belőle és 11. volt a legjobbja a Billboard listáján.
1955-ben Miles Davis Charles Mingus nagybőgössel vette fel változatát a dalból, továbbá zenél a dalban Teddy Charles vibrafonon, Elvin Jones pedig dobol a kiadványban. Ez a verzió tele volt feszültséggel a Davis és Mingus közötti konfliktus miatt. Egy 1961-es feldolgozás Bobby Darin nevéhez köthető, mely a 24. helyig jutott a brit kislemezlistán. 1965-ben egy pszichedelikus rock verziót mutatott be a The Great Society San Franciscó-i rockegyüttes Grace Slick vokáljával. Ez a változat felkerült a feloszlásukat követően megjelent How it Was című nagylemezükre. Ugyanebben az évben jelentette meg Marvin Gaye saját variánsát a Nature Boy-ból, mely a A Tribute to the Great Nat "King" Cole című Cole tiszteletére készített albumon kapott helyet.
George Benson feldolgozása 1977-ben a 26. helyig jutott a brit kislemezlistán. Peggy Lee még 1948-ban felénekelte a Nature Boy-t, de csak 1995-ben jelent meg a Why Don't You Do Right? Peggy Lee, 1947–1948 című gyűjteményes albumán. Johnny Hartman 1972-ben készítette el változatát a dalból, mely a Blue Note Records kiadónál megjelentetett 1995-ös For Trane című albumán látott napvilágot. Abbey Lincoln az 1995-ös A Turtle's Dream című albumán mutatta be feldolgozását.
Nat “King” Cole lánya, Natalie Cole édesapja előtti tisztelgésként rögzítette verzióját a Nature Boy-ból. A dal az Unforgettable… with Love című albumán került kiadásra, mely több Grammy-díjat, köztük az év albuma elismerést is kiérdemelte.
Celine Dion előadta a dalt az A New Day… című rezidencia koncertsorozatának részeként, melyet a Caesars Palace hotelben tartottak. Változata felkerült a A New Day Has Come című 2002-es stúdióalbumára, illetve a 2004-es A New Day… Live in Las Vegas című élő albumára is. Stephen Thomas Erlewine az AllMusic-tól azt írta, hogy azért dönthetett úgy, hogy a Nature Boy-t szerepelteti a A New Day Has Come-on, mert a dal felcsendül Baz Luhrmann 2001-es Moulin Rouge! című musicaljében.
Aaron Neville interpretációja a számból 2003-ban jelent meg a Nature Boy: The Jazz Album című albumán. Ugyanebben az évben decemberben mutatta be Harry Connick Jr. a karácsonyi feldolgozását a Nature Boy-ból a Harry for the Holidays című lemezén. Rick Astley 2005-ben a Portrait című hatodik stúdióalbumán adta ki változatát a dalból. Aurora norvég énekesnő 2015. májusában akusztikus változatban adta elő a Nature Boy-t. Változata később az All My Demons Greeting Me as a Friend című debütáló albumának deluxe verzióján jelent meg bónusz dalként 2016-ban.

### Tony Bennett és Lady Gaga változata

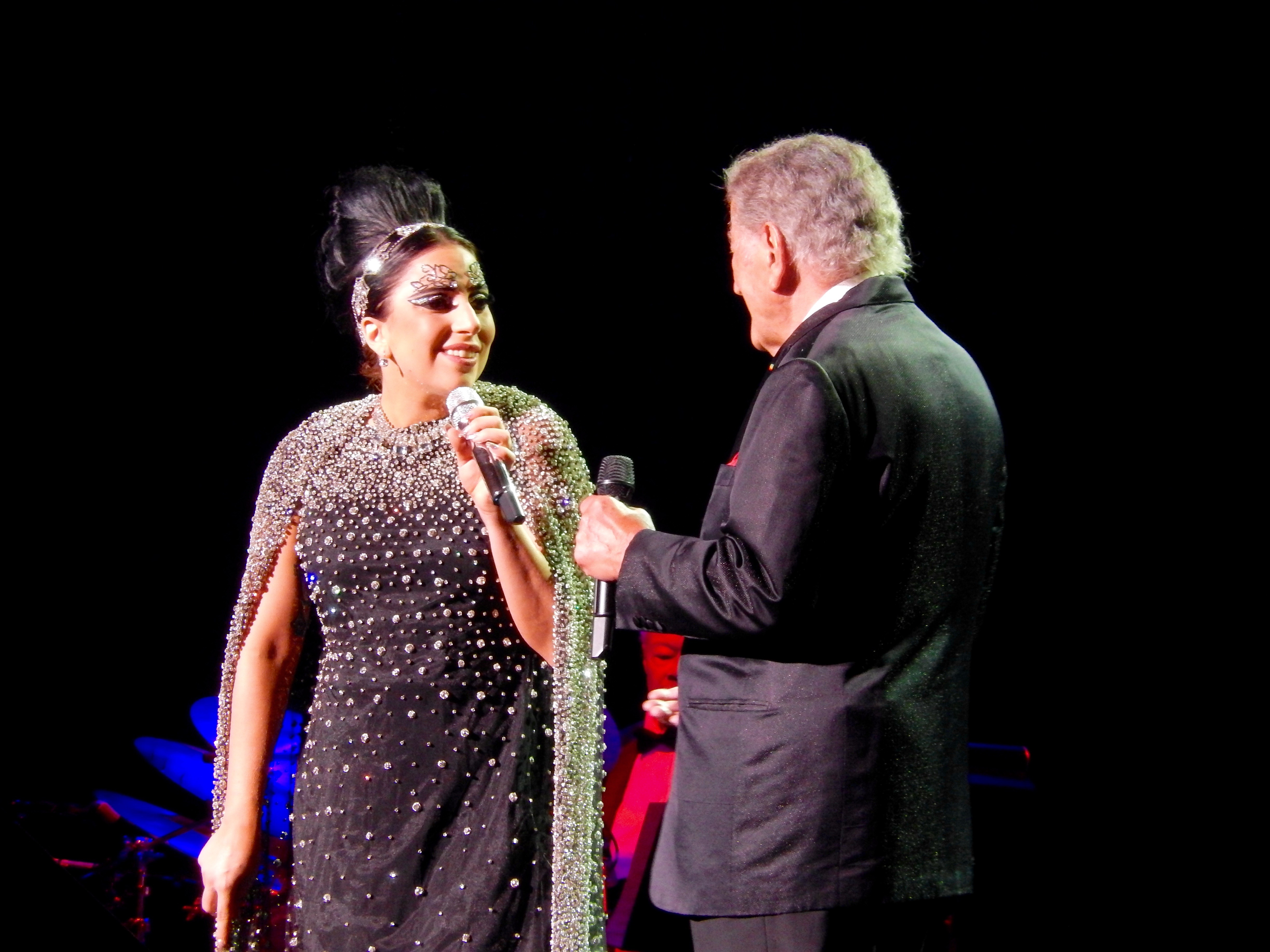
Lady Gaga és Tony Bennett a Nature Boy előadása közben a Cheek to Cheek Tour című koncertsorozatukon

Miután elkészítették a The Lady Is a Tramp című dzsessz sztenderd feldolgozását, Tony Bennett és Lady Gaga amerikai énekesek elkezdték előkészíteni a Cheek to Cheek című közös dzsesszalbumukat. Több mint egy évig dolgoztak a kiadvány felvételén New York City-ben a két előadóhoz kapcsolódó dzsesszzenészek segítségével. Jelen volt a munkálatok során Bennett kvartettje, így Mike Renzi, Gray Sargent, Harold Jones és Marshall Wood is, továbbá Tom Lanier zongorista is közreműködött a felvételen. Gaga régi barátja és zenésztársa, Brian Newman dzsessztrombitás is játszott az albumon saját dzsesszkvintettjével. Rajtuk kívül Joe Lovano tenorszaxofonos és Paul Horn fuvolás is dolgoztak a lemezen. A kiadványon szereplő dalokat Bennett és Gaga saját maguk választották ki; a számokat a Nagy Amerikai Daloskönyvből válogatták, köztük a Nature Boy-t is elénekelték. Hangszerelésében a fuvola és a dob jelenik meg zenekari elrendezésben. A Rolling Stone magazin munkatársa, Kory Grow szerint Gaga vokálját Liza Minnelli inspirálhatta a dalban, majd az énekesnő verzéit követően csatlakozik hozzá Bennett is, aki folytatja a címbéli karakter történetét.
A Nature Boy Gaga Vevo csatornáján jelent meg streaming formátumban 2014. szeptember 16-án. A megjelenést megelőzően Gaga Twitterén osztott meg háttérinformációkat a dallal kapcsolatban. Írt Horn fuvolista haláláról, illetve ahbezről is: „A szerző nomád hippik szubkultúrájához tartozott! Saját cigány életünk inspirálta az előadásunkat.” Gil Kaufman az MTV News-tól pozitívan értékelte a dalt, és azt írta: „Ennek a dalnak pont olyan hangzása van, amilyet az 1940-es évek New York-jának füstös dzsesszklubjaiba képzelek el.” Dave Lewis a HitFix-től úgy vélte, hogy a dal „varázslata” igazán akkor történt meg, mikor Bennett vokálja felcsendült Gaga éneklése és a zenekari részt követően. Lewis hozzátette: „Nem egészen egy Do What You Want with My Body, Gaga és Bennett azonban másként generálnak forróságot.” Caroline Sullivan a The Guardiantől azon a véleményen volt, hogy a dalt „a legnagyobb finomsággal kezelték”. Dicsérte a fuvola hangját, illetve a kontrasztot Gaga „sebezhető” és Bennett „magabiztos” vokálja között. Alexa Camp a Slant Magazine kritikusa negatívan értékelte feldolgozásukat. Úgy vélte, hogy Gaga hangszíne a Nature Boy-ban inkonzisztens, „a gyengéd és majdnem kellemesből átcsap a parodisztikusba és komikusba, gyakran csupán néhány rövid taktus alatt.” A Nature Boy a 22. helyig jutott a Billboard Jazz Digital Songs elnevezésű slágerlistáján. Oroszország hivatalos Tophit rádiós listáján a 259. volt a legjobb helyezése.

#### Megjelenés
| Régió       | Dátum                | Formátum  | Kiadó(k)            | Forr.  |
| ----------- | -------------------- | --------- | ------------------- | ------ |
| Világszerte | 2014. szeptember 16. | Streaming | Columbia Interscope | [ 51 ] |

## Használata a filmiparban

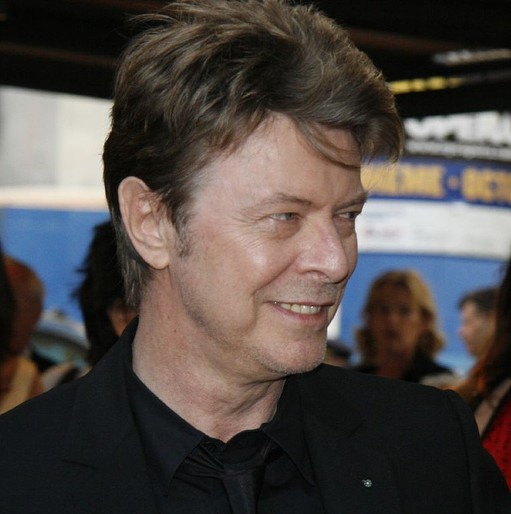
A Moulin Rouge! című filmben David Bowie énekes feldolgozásában hallható a dal

A Nature Boy eredeti változatában csendült fel az 1948-as A zöld hajú fiú című film betétdalaként. Egyes információk szerint a film producerei 10 000 dollárt fizettek ahbeznek a dal használatáért, amely egy jóval nagyobb összeg volt, mint amit a film történetének szerzője, Betsy Beaton kapott. Kate Ceberano feldolgozásában szerepel a dal az 1990-es The Crossing című filmben. Az 1993-as Rakoncátlan szív című romantikus filmdrámában Cole verzióját használták fel a stáblista során, míg Roger Williams zongorás feldolgozása hallható a film kezdetén.
Miles Davis változatát játszották le az 1999-es A tehetséges Mr. Ripley című filmben. A 2001-es Angyali szemekben egy dzsesszklubban adják elő a dalt. A Kari Skogland által rendezett Nature Boy című 2000-es kanadai tévéfilm témája a dal megalkotása volt. Callum Keith Rennie játszotta ahbezt, aki megírta a dalt Cole-nak, akit Terence Carson alakított, majd beleszeretett egy Anna Jacobs nevű nőbe, akit Tanya Allen formált meg.
A Baz Luhrmann rendezésében készült 2001-es Moulin Rouge! című film egyik központi dala volt. A Nature Boy-t eredetileg egy techno változatban készítették el David Bowie vokáljával, majd  a Massive Attack együttes készített hozzá egy remixváltozatot, ami felcsendült a film stáblistája alatt. Bowie a feldolgozást „sikamlósnak és rejtélyesnek” nevezte, és „teljes mértékben elégedett volt” az együttes munkájával. Bowie verziója és a Massive Attack remixváltozata is szerepel a filmzenei korongon. A Moulin Rouge!-ban John Leguizamo énekelte el Henri de Toulouse-Lautrec szerepében, illetve Ewan McGregor karaktere, Christian is előadja. A Nature Boy zárószövege, a „The greatest thing you'll ever learn is just to love and be loved in return” szintén fontos szerepet kap a filmben.
Rodrigo Santoro adja elő a dalt a 2012-es Heleno című brazil filmdrámában egy rádiós interjú során, miután azt kéri, hogy énekelhessen egy dalt feleségének és fiának. Cole változata szerepel Mike Tyson show-jában, a Mike Tyson: Undisputed Truth-ban, amelyet Spike Lee rendezett, és az HBO csatornán volt látható. A 2017-es Alien: Covenant tudományos-fantasztikus horrorfilm egyik előzetesében is felcsendült a dal Aurora énekesnő előadásában.

## Fordítás
- Ez a szócikk részben vagy egészben  a   Nature Boy című angol Wikipédia-szócikk fordításán alapul.  Az eredeti cikk szerkesztőit annak laptörténete sorolja fel. Ez a jelzés csupán a megfogalmazás eredetét és a szerzői jogokat jelzi, nem szolgál a cikkben szereplő információk forrásmegjelöléseként.

## Külső hivatkozások
- Tony Bennett and Lady Gaga: Nature Boy. YouTube